# Kabinet-Heemskerk-Van Lynden van Sandenburg
Het kabinet-Heemskerk-Van Lynden van Sandenburg was een conservatief Nederlands kabinet dat regeerde van 27 augustus 1874 tot en met 3 november 1877.
Na drie liberale kabinetten, die voor enkele belangrijke wetsvoorstellen geen meerderheid hebben kunnen krijgen, treedt een overwegend conservatief kabinet op. Kabinetsleiders zijn de conservatieve voorman Heemskerk en de meer antirevolutionaire Theo van Lynden van Sandenburg. In het kabinet zit ook een conservatieve katholiek, Van der Does de Willebois.
Drie belangrijke vraagstukken worden door het kabinet ter hand genomen: het hoger onderwijs, de spoorwegen en de rechterlijke organisatie.
Bij het hoger onderwijs wordt het mogelijk om bijzondere (dat wil zeggen niet-openbare) universiteiten op te richten. Studenten kunnen daar echter geen wetenschappelijke titel halen. De Spoorwegwet leidt tot verdere uitbreiding van het spoorwegnet. Een nieuwe Wet op de rechterlijke organisatie vermindert het aantal gerechtshoven, rechtbanken en kantongerechten.
Na liberale winst bij de periodieke verkiezingen voor de helft van de Tweede Kamer in 1877, brengt de liberale Kamermeerderheid het kabinet ten val.

## Ambtsbekleders
| Ambtsbekleders                                                         | Ambtsbekleders                                 | Ambtsbekleders                                                  | Ministers / Ministerie | Ministers / Ministerie | Termijn                                            | Partij                        |
| ---------------------------------------------------------------------- | ---------------------------------------------- | --------------------------------------------------------------- | ---------------------- | ---------------------- | -------------------------------------------------- | ----------------------------- |
|                                                                        | J. (Jan) Heemskerk Azn.                        | mr.dr. J. (Jan) Heemskerk Azn. (1818–1897)                      | Voorzitter             | Voorzitter             | 27 augustus 1874 – 3 november 1877                 | O (Conservatief)              |
| Minister                                                               | J. (Jan) Heemskerk Azn.                        | mr.dr. J. (Jan) Heemskerk Azn. (1818–1897)                      | Binnenlandse Zaken     |                        | 27 augustus 1874 – 3 november 1877                 | O (Conservatief)              |
|                                                                        | P.J.A.M. (Joseph) van der Does de Willebois    | jhr.mr. P.J.A.M. (Joseph) van der Does de Willebois (1816–1892) | Minister               | Buitenlandse Zaken     | 27 augustus 1874 – 3 november 1877                 | RK (Conservatief)             |
|                                                                        |                                                | jhr.mr. H.J. van der Heim (1824–1890)                           | Minister               | Financiën              | 27 augustus 1874 – 3 november 1877                 | O (Conservatief)              |
|                                                                        | C.Th. (Theo) graaf van Lynden van Sandenburg   | mr. C.Th. (Theo) graaf van Lynden van Sandenburg (1826–1885)    | Minister               | Justitie               | 27 augustus 1874 – 3 november 1877                 | O (Conservatief– Protestants) |
|                                                                        | A.W.Ph. Weitzel                                | generaal-majoor A.W.Ph. Weitzel (1816–1896)                     | Minister               | Oorlog                 | 6 oktober 1873 – 29 april 1875 (afgetreden)        | O (Conservatief- Liberaal)    |
|                                                                        |                                                | kolonel H.J. Enderlein (1821–1898)                              | Minister               | Oorlog                 | 29 april 1875 – 1 januari 1876 (afgetreden)        | O (Conservatief)              |
|                                                                        |                                                | W.F. van Erp Taalman Kip (1824–1905)                            | Minister               | Oorlog                 | 1 januari 1876 – 1 februari 1876 (waarnemend)      | O                             |
|                                                                        |                                                | jhr. G.J.G. Klerck (1825–1884)                                  | Minister               | Oorlog                 | 1 februari 1876 – 11 september 1876 (afgetreden)   | O (Conservatief- Liberaal)    |
|                                                                        |                                                | W.F. van Erp Taalman Kip (1824–1905)                            | Minister               | Oorlog                 | 11 september 1876 – 30 september 1876 (waarnemend) | O                             |
|                                                                        |                                                | kolonel H.J.R. Beyen (1817–1892)                                | Minister               | Oorlog                 | 30 september 1876 – 3 november 1877                | O (Conservatief)              |
|                                                                        |                                                | W.F. van Erp Taalman Kip (1824–1905)                            | Minister               | Marine                 | 16 mei 1874 – 3 november 1877                      | O                             |
|                                                                        | W. (Willem) baron van Goltstein van Oldenaller | mr. W. (Willem) baron van Goltstein van Oldenaller (1831–1901)  | Minister               | Koloniën               | 27 augustus 1874 – 11 september 1876 (afgetreden)  | O (Conservatief)              |
|                                                                        |                                                | mr. F. (Fokko) Alting Mees (1819–1900)                          | Minister               | Koloniën               | 11 september 1876 – 3 november 1877                | O (Conservatief- Liberaal)    |
| Bron: Kabinet-Heemskerk/Van Lynden van Sandenburg Parlement & Politiek |                                                |                                                                 |                        |                        |                                                    |                               |

## Mutaties
Tijdens deze kabinetten zijn er weer diverse wisselingen op het ministerie van Oorlog; er treden vier verschillende ministers op. Omdat de Tweede Kamer de uitgaven voor defensie te hoog vindt, worden de ministers Weitzel en Enderlein ten val gebracht. Minister Klerck treedt af na verwerping van zijn voorstellen tot legerhervorming. Ook de minister van Koloniën vertrekt om die reden.
Schimmelpenninck ·
De Kempenaer-Donker Curtius ·
Thorbecke I ·
Van Hall-Donker Curtius ·
Van der Brugghen ·
Rochussen ·
Van Hall-Van Heemstra ·
Van Zuylen van Nijevelt-Van Heemstra ·
Thorbecke II ·
Fransen van de Putte ·
Van Zuylen van Nijevelt ·
Van Bosse-Fock ·
Thorbecke III ·
De Vries-Fransen van de Putte ·
Heemskerk-Van Lynden van Sandenburg ·
Kappeyne van de Coppello ·
Van Lynden van Sandenburg ·
Heemskerk Azn. ·
Mackay ·
Van Tienhoven ·
Röell ·
Pierson ·
Kuyper ·
De Meester ·
Heemskerk ·
Cort van der Linden ·
Ruijs de Beerenbrouck I ·
Ruijs de Beerenbrouck II ·
Colijn I ·
De Geer I ·
Ruijs de Beerenbrouck III ·
Colijn II ·
Colijn III ·
Colijn IV ·
Colijn V ·
De Geer II ·
Gerbrandy I ·
Gerbrandy II ·
Gerbrandy III ·
Schermerhorn-Drees ·
Beel I ·
Drees-Van Schaik ·
Drees I ·
Drees II ·
Drees III ·
Beel II* ·
De Quay ·
Marijnen ·
Cals ·
Zijlstra* ·
De Jong ·
Biesheuvel I ·
Biesheuvel II* ·
Den Uyl ·
Van Agt I ·
Van Agt II ·
Van Agt III* ·
Lubbers I ·
Lubbers II ·
Lubbers III ·
Kok I ·
Kok II ·
Balkenende I ·
Balkenende II ·
Balkenende III* · 
Balkenende IV ·
Rutte I ·
Rutte II · 
Rutte III ·
Rutte IV ·  
Schoof

* rompkabinet